# Mireille Bousquet-Mélou
Mireille Bousquet-Mélou (Albi, 12 de maio de 1967) é uma matemática francesa, especialista em combinatória enumerativa, pesquisadora sênior do Centre national de la recherche scientifique (CNRS) no Departamento de Ciência da Computação (LaBRI) da Universidade de Bordeaux.
Foi palestrante convidada do Congresso Internacional de Matemáticos em Madrid (2006: Rational and algebraic series in combinatorial enumeration).

## Publicações selecionadas
- Bousquet-Mélou, Mireille (1996), «A method for the enumeration of various classes of column-convex polygons», Discrete Mathematics, 154 (1-3): 1–25, MR 1395445, doi:10.1016/0012-365X(95)00003-F.
- Bousquet-Mélou, Mireille; Petkovšek, Marko (2000), «Linear recurrences with constant coefficients: the multivariate case», Discrete Mathematics, 225 (1-3): 51–75, MR 1798324, doi:10.1016/S0012-365X(00)00147-3.
- Banderier, Cyril; Bousquet-Mélou, Mireille; Denise, Alain; Flajolet, Philippe; Gardy, Danièle; Gouyou-Beauchamps, Dominique (2002), «Generating functions for generating trees», Discrete Mathematics, 246 (1-3): 29–55, MR 1884885, arXiv:math/0411250, doi:10.1016/S0012-365X(01)00250-3.
- Bousquet-Mélou, Mireille (2006), «Rational and algebraic series in combinatorial enumeration», International Congress of Mathematicians. Vol. III, Eur. Math. Soc., Zürich, pp. 789–826, MR 2275707.